# Anthrenus goliath
Anthrenus goliath é uma espécie de insetos coleópteros polífagos pertencente à família Dermestidae.
A autoridade científica da espécie é Saulcy, tendo sido descrita no ano de 1868.
Trata-se de uma espécie presente no território português.